# Хаїт Тетяна Марківна
Тетяна Марківна Хаїт (1900 — 19??) — історик комуністичної партії, викладач.

## Життєпис
Народилась 4 жовтня 1900 року у с. Романівка Херсонської губернії в робітничій родині Керенських.
Скінчила двокласну земську школу та гімназію в Миколаєві, де згодом у 1918—1920 роках викладала в народних школах та дитячих установах. Входила до «Бунду». 14 квітня 1920 року вступила у Комуністичну партію.
В 1920 році вступила до новоствореного Одеського інституту народної освіти (ОІНО), але навчання не розпочала, а продовжила педагогічну та партійну роботу в освітніх закладах Херсона та Миколаєва. У 1923 році вступила на історичне відділення факультету професійної освіти ОІНО. Одночасно з навчанням працювала у губернській професійній спілці робітників освіти (1923—1924 рр.), завучем школи (1924—1925 рр.), деканом робітничого факультету ОІНО (1925—1927 рр.). У цей час вийшла заміж за І. Хаїта (у 1922—1925 рр. завідувача Одеським губернським відділом народної освіти, у 1925—1926 роках — ректора ОІНО), який допомагав у педагогічній та партійній кар'єрі.

### Наукова діяльність
Будучи студенткою, у 1925/26 н. р. розпочала педагогічну діяльність в ОІНО викладачем історії, суспільствознавства. В 1926 закінчила інститут, а у 1927 році отримала посвідчення, в якому зазначено, що виконала всі вимоги навчального процесу та самостійну роботу «Інвентарні правила 1848 року в Південно-Західній Росії». 28 грудня 1926 року затверджена аспіранткою Одеської секції Харківської науково-дослідної кафедри історії української культури при ОІНО. Наслідком різноманітних наукових інтересів стали доповіді на такі теми: «Форми придбання земель українськими монастирями у XVII-XVIII ст.», «Рух левеллерів в Англійській революції», «Соціальне коріння романтизму», «Із історії одеської організації більшовиків» та ін. Матеріали останньої доповіді лягли в основу статті, що була присвячена історії організації РСДРП(б) на Одещині. 2 квітня 1929 року була переведена до Харківської науково-дослідної кафедри історії української культури під керівництвом Д. І. Багалія.
Подальша доля невідома.

### Наукові публікації
- З історії одеської с.-д. організації (напередодні II з'їзду партії — 1900—1903 р.) // Літопис революції. — 1929. — № 3. — С. 120—142.